# 納勒漢

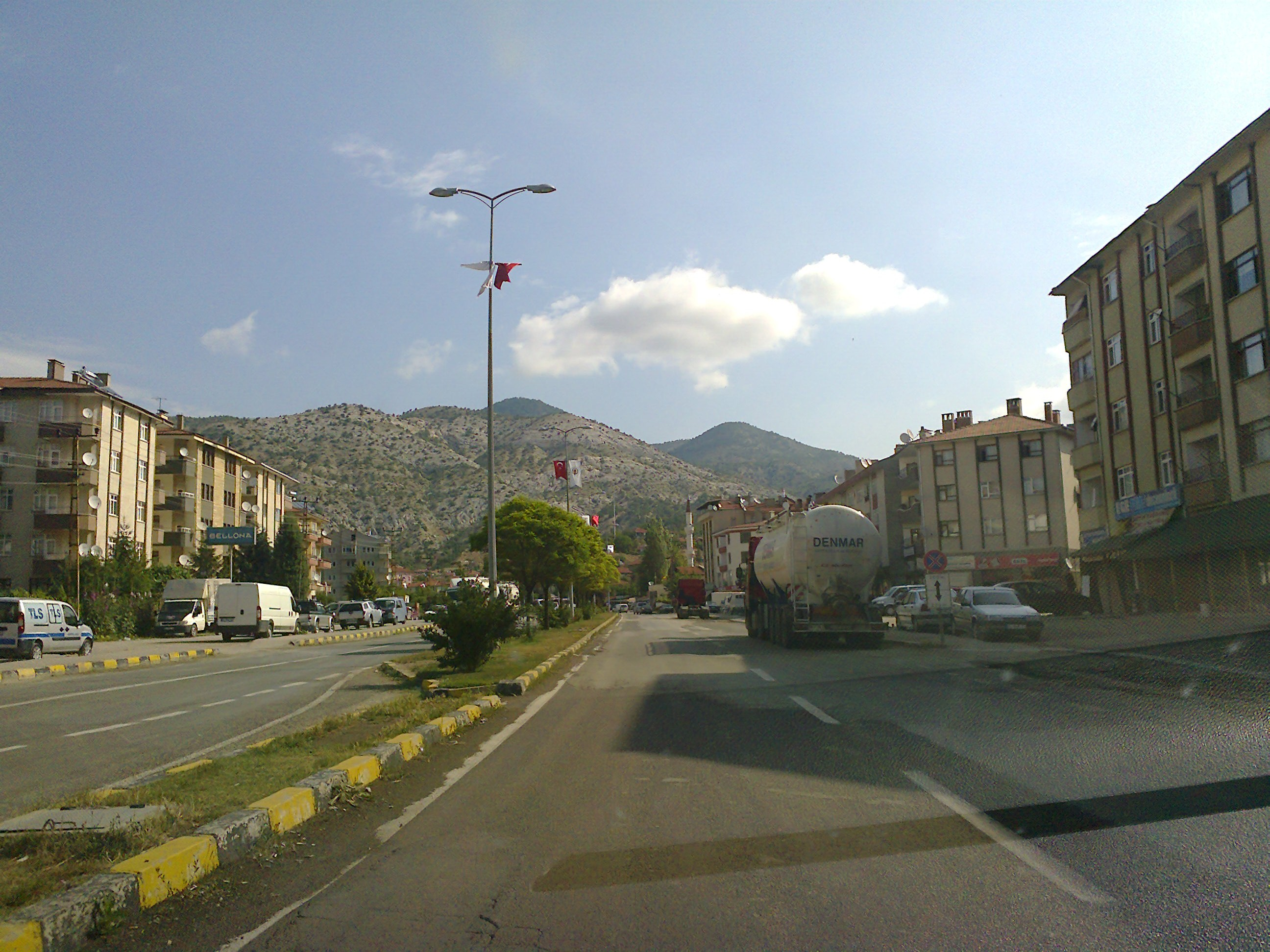
納勒漢

納勒漢是土耳其的城鎮，由安卡拉省負責管轄，位於該國北部，距離首府安卡拉157公里，面積1,978平方公里，海拔高度625米，主要農作物有稻米和葡萄，2010年人口30,571。

## 外部連結
- Nallıhan website （土耳其文）
- District governor's official website （页面存档备份，存于） （土耳其文）
- District municipality's official website （页面存档备份，存于） （土耳其文）
- A local information website （土耳其文）

40°11′01″N 31°21′02″E / 40.18361°N 31.35056°E